# EXCOMM

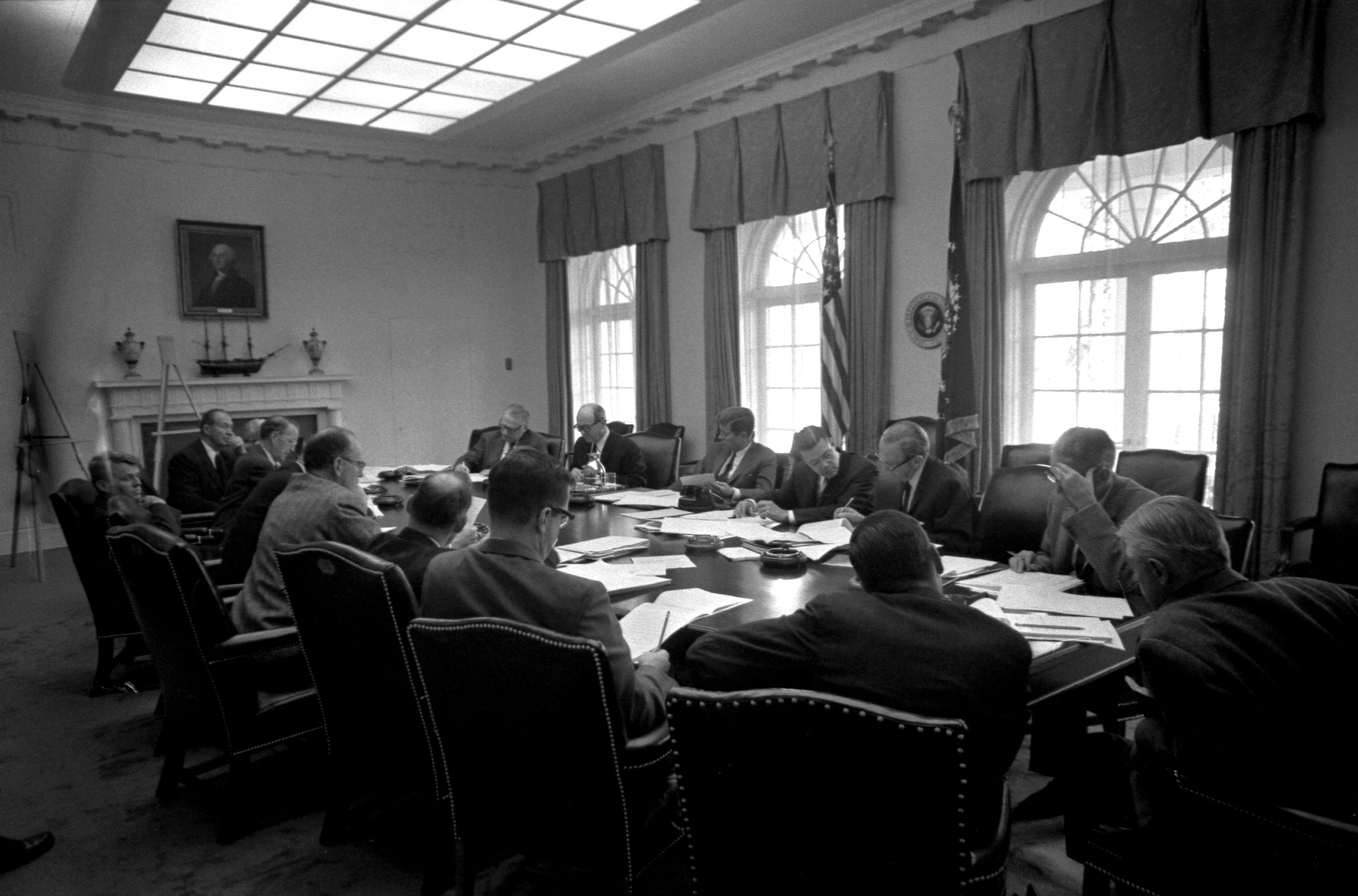
Reunión del EXCOMM durante la crisis de los misiles cubanos (29 de octubre de 1962).

EL Comité Ejecutivo del Consejo de Seguridad Nacional (Executive Committee of the National Security Council), conocido como Comité Ejecutivo (Executive Committee) o EXCOMM, fue un cuerpo de funcionarios del gobierno de los Estados Unidos formado por el presidente John F. Kennedy para que lo aconsejaran durante la crisis de los misiles cubanos de 1962. Estaba integrado por los miembros regulares del Consejo de Seguridad Nacional de Estados Unidos, junto con otras personas de confianza del presidente. El EXCOMM fue formalmente establecido por el Memorandum de Seguridad Nacional número 196 del 22 de octubre de 1962. Estaba constituido por un total de doce personas más el presidente. Las reuniones tuvieron lugar en el Cuarto del Gabinete del Ala Oeste de la Casa Blanca, y fueron grabadas secretamente en una máquina de grabación activada por Kennedy.

## Miembros

### Consejo de Seguridad Nacional
- John F. Kennedy, presidente
- Lyndon B. Johnson, vicepresidente
- Dean Rusk, secretario de Estado
- C. Douglas Dillon, secretario del Tesoro
- Robert McNamara, secretario de Defensa
- Robert F. Kennedy, fiscal general
- McGeorge Bundy, consejero nacional de Seguridad
- John McCone, director de la CIA
- General Maxwell D. Taylor, Ejército de EE.UU, presidente de los jefes de las Fuerzas Armadas

### Otros miembros
- George Ball, subsecretario de Estado para los Asuntos sobre Economía, Negocios y Agricultura
- Llewellyn Thompson, embajador para la Unión Soviética
- Roswell Gilpatric, subsecretario de Defensa
- Ted Sorensen, consejero especial del presidente

### Consejeros
Agencia Central de Inteligencia
- Ray Cline
- Arthur Lundahl

Departamento de Defensa
- Paul Nitze, secretario asistente para Asuntos de Seguridad Internacional

Oficina de Planificación de Emergencias
- Edward A. McDermott, director

Departamento de Estado
- U. Alexis Johnson, subsecretario para Asuntos Políticos
- Adlai Stevenson, embajador ante la ONU
- Edwin Martin, secretario asistente sobre Asuntos Inter-Estadounidenses

Agencia de informacióm
- Donald Wilson

Casa Blanca
- Kenneth O'Donnell, asistente especial del presidente
- Bromley Smith, secretario ejecutivo del Consejo de Seguridad Nacional